# Маккейб, Эндрю
Эндрю Джордж Маккейб (англ. Andrew George McCabe; родился 18 марта 1968) — американский отставной адвокат, который служил в качестве заместителя директора Федерального бюро расследований с февраля 2016 по январь 2018.
С 9 мая 2017 года по 2 августа 2017, Маккейб занимал должность исполняющего обязанности директора ФБР, после увольнения Джеймса Коми президентом Дональдом Трампом. Генеральный прокурор США Джефф Сешнс заявил, что Маккейб был одним из нескольких кандидатов, на должность директора. Президент Трамп в конечном счёте выбрал Кристофера А. Рея, бывшего помощника Генерального прокурора по уголовному отделу Министерства юстиции, чтобы Коми добился успеха. Как только Рей был приведён к присяге, Маккейб вернулся на должность заместителя директора.
29 января 2018 года, Маккейб объявил, что уходит с поста заместителя директора ФБР и уходит в оплачиваемый отпуск.
16 марта 2018, Сешнс уволил Маккейба за 26 часов до его запланированного выхода на пенсию. Сешнс объявил, что он основывал своё решение на сообщениях генерального инспектора Министерства юстиции и дисциплинарного отдела ФБР, заявив, что Маккейб сделал несанкционированные выпуски информации в СМИ и «не хватало откровенности» в разговоре об этом. Маккейб отрицает, что он когда-либо был нечестным и обвинил в том, что его увольнение было политически мотивированным.
19 апреля 2018 года средства массовой информации сообщили, что генеральный инспектор Министерства юстиции США ранее направил уголовное направление федеральным прокурорам по возможным уголовным обвинениям против Маккейба, связанным с утверждениями о лжи внутренних следователей.

## Молодая жизнь
Маккейб родился в 1968 году. В 1986 году окончил школу Болесса в Джексонвилле, штат Флорида. Он окончил Университет Дьюка в 1990 году и получил степень доктора наук из Вашингтонского университета в Сент-Луисе, в 1993 году. Он был также членом братства Сигма Альфа Эпсилон. Во время учёбы на юридической факультете, он интернирован в уголовный отдел Министерства юстиции Соединённых Штатов Америки. Из-за замораживания найма, Маккейб провёл три года в частной юридической практике до работы в ФБР, в 1996 году, в Филадельфии.

## Карьера в ФБР

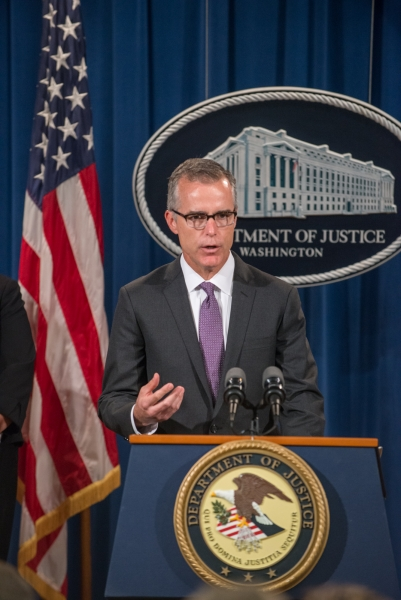
Маккейб выступая в 2015 году

Маккейб начал свою карьеру в ФБР, в Нью-Йоркском полевом офисе, в 1996 году. В то время он был в команде SWAT . В 2003 году он начал работал в качестве специального агента по надзору в Евразийской целевой группе по организованной преступности. Позже, Маккейб занимал руководящие должности в контерроистическом отделе ФБР, в отделе Нациольного безопасности ФБР и в Вашингтонском полевом офисе. В 2009 году он стал первым директором группы допросов высокопоставленных задержанных, программа для исследования методов допроса, которая была создана после директивы Министерства обороны, запрет на пытки и другие методы допроса. Маккейб был частью расследования Бостонского марафона 2013. Маккейб обеспечил арест Ахмеда Абу Хатталы по подозрению в причастности к нападению Бенгази в 2012 году.
Директор ФБР Коми назначил Маккейба заместителем директора ФБР 29 января 2016 года, и он принял на себя эти обязанности 1 февраля 2016 года.
В 2017 году генеральный инспектор Министерства юстиции и Cудебный комитет сената США расследовал Маккейба по поводу опасений, что он должен был отказаться от расследования использования Хиллари Клинтон частного сервера электронной почты из-за потенциального конфликта интересов, вызванного пожертвованиями в кампанию своей жены для Сената штата Вирджиния в качестве демократа. Документы ФБР, опубликованные в январе 2018 года, показали, что Маккейб в 2015 году, прежде чем его жена баллотировалась на политический пост в Вирджинии, уведомил ФБР о планах жены и посоветовался с ФБР о том, как ему избежать конфликта интересов. Документы показали, что Маккейб следовал протоколу ФБР относительно потенциального конфликта интересов. Маккейб не курировал расследование почтового сервера Клинтона, пока его жена баллотировалась в офис, и он был исключён из расследований ФБР по делам о коррупции в штате Вирджиния. Согласно газете USA Today, «внутренние документы, опубликованные на сайте ФБР, поддерживают то, что бюро утверждало ранее: что у Маккейба не было конфликтов, когда он взял на себя контроль над расследованием Клинтона. Его роль началась в феврале 2016 года, после его назначения на должность заместителя директора и через три месяца после того, как его жена, Джилл Маккейб, потеряла свою заявку на место в Сенате США».

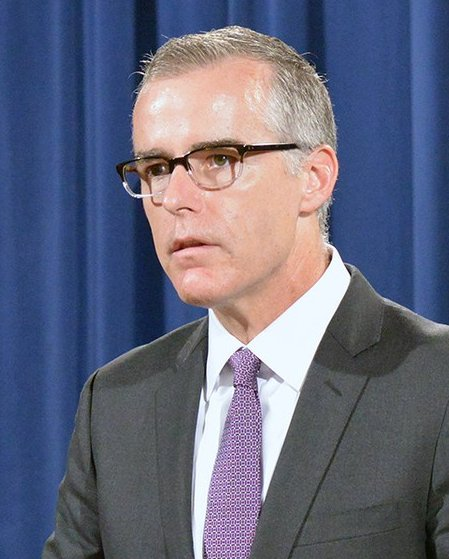
Маккейб выступая в 2016 году

9 мая 2017 года Маккейб стал исполняющим обязанности директора ФБР после того, как Трамп уволил Коми в качестве директора. В отсутствие директора, утверждённого Сенатом, заместитель директора автоматически становится исполняющим обязанности директора. Устав позволяет президенту выбирать временного директора ФБР (исполняющего обязанности директора) вне стандартного порядка наследования. Этот процесс начался 10 мая 2017 года, в качестве генерального прокурора Джефф Сешнс и заместитель генерального прокурора Род Розенштейн взяли интервью у четырёх кандидатов на должность временного директора ФБР. Сешнс сказал, что Маккейб был «под вопросом». Вскоре после того, как Трамп уволил Коми, Маккейб посетил Белый дом для вступительной встречи в Овальном кабинете с президентом, в течение которого президент, как сообщается, спросил Маккейба, за кого он голосовал на выборах 2016 года.
«Уолл Стрит Джорнэл» опубликовал 20 октября 2016 года отчёт о внутренних обсуждениях Министерства юстиции и ФБР в отношении расследования Фонда Клинтона, которое началось в 2015 году. Четыре отделения ФБР на местах — в Нью-Йорке, Лос-Анджелесе, Вашингтоне и Литл-Роке проводили расследование, причём некоторые полевые агенты выступали за его агрессивное продолжение, в то время как некоторые руководители и прокуроры считали, что недостаточно доказательств и что расследование было слишком обширным. В июле 2016 года Маккейб решил, что Нью-Йоркское отделение ФБР продолжит расследование при содействии Литл-Рока. Журнал сообщил, что высокопоставленный чиновник Министерства юстиции позвонил Маккейбу, чтобы выразить своё несогласие с этим решением, и Маккейб, как сообщается, спросил: «Вы говорите мне, что мне нужно закрыть законно-основанное расследование?», на что неназванный чиновник ответил: «Конечно, нет.»

### Политическое давление
Начиная с июля 2017 года, Трамп неоднократно атаковал Маккейба в комментариях, в Твиттер, предлагая, чтобы Сешнс уволили Маккейба, обвинив его в конфликтах из-за кампании его жены за государственный пост и издеваясь над ним о «гонках на часах» до его выхода на пенсию. В январе 2018 года сообщалось, что сессии Генерального прокурора оказывали давление на директора ФБР Рэй, чтобы уволить МакКейба. Однако Рей отказался и, как сообщается, пригрозил уйти в отставку, если МакКейб будет удалён.
В записке Нунеса, в которой говорится о неправильной деятельности в поисках ордера на наблюдение за бывшим партнёром Трампа Картером Пейджем, утверждается, что Маккейб «засвидетельствовал перед комитетом [Дом Разведки] в декабре 2017 года, что никакой ордер на наблюдение не был бы запрошен у FISC без досье Стила», документ, который настаивают многие сторонники Трампа, полностью ложен. Однако показания Маккейба были засекречены, и публичная стенограмма не доступна для подтверждения утверждения записки Нунеса; раскрытие содержания засекреченных показаний было бы незаконным. Представитель Демократической партии Эрик Свалвелл, член Комитета по разведке Палаты представителей, сказал, что записка Нунеса «серьезно искажает показания заместителя директора Эндрю Маккейба». В записке Нунеса, так же утверждается, что текстовое сообщение от Питер Стрзока обсуждает «встречу с заместителем директора Маккейбом для обсуждения „страхового“ полиса против выборов президента Трампа». Тем не менее, Уолл Стрит Джорнэл сообщила 18 декабря 2017 года, что компаньоны Стрзока заявили, что «страховой полис» означает, что ФБР продолжает расследование возможного сговора между Трампом и россиянами, на случай, если Трамп победит на выборах.

### Отставка и увольнение
После встречи с директором Рей относительно отчёта ОГИ и возможного понижения в должности, Маккейб объявил 29 января 2018 года, что он уходит в отставку в качестве заместителя директора, вступает в силу немедленно. Затем он ушёл в оплачиваемый отпуск до запланированной даты выхода на пенсию 18 марта 2018 года, своего 50-летия, после чего он будет иметь право на пенсию. Маккейб не потерял всю свою пенсию.
1 марта 2018 года, Нью-Йорк Таймс и Вашингтон Пост, ссылаясь на лиц, знакомых с расследованием Майкла Е. Хоровица, генеральный инспектор Министерство юстиции, сообщил, что генеральный инспектор подготовил доклад, что бы сделать вывод, что Маккейб был «ответственным за утверждение неправомерного раскрытия информации», в частности статья, касающиеся октября 2016 года «Уолл Стрит Джорнэла», которая сообщает о разногласиях между ФБР и Министерства юстиции США завершило расследование Фонда Клинтона.
14 марта 2018 года управление профессиональной ответственности ФБР, ссылаясь на выводы генерального инспектора, рекомендовало уволить Маккейба. Генеральный прокурор Сешнс объявил в 10 часов вечера в пятницу, 16 марта 2018 года, что он принимает рекомендацию и увольняет Маккейба. . Он сослался на доклад генерального инспектора, который ещё не был обнародован, заявив, что «мистер Маккейб неоднократно несанкционированно раскрывал информацию в средствах массовой информации и не был откровенным, в том числе под присягой». Маккейб сказал Нью-Йорк Таймс, «идея о том, что я был нечестным, просто ошибочно. Это часть попытки дискредитировать меня как свидетеля». Маккейб был уволен менее чем за два дня до того, как он собрал бы полную раннюю пенсию за свою карьеру в ФБР. Возможно, ему придётся подождать до 57-62 лет, чтобы начать собирать пенсионные пособия. Трамп немедленно отпраздновал в Твиттер, сказав: «Эндрю Маккейб уволен, великий день для трудолюбивых мужчин и женщин ФБР — великий день для демократии».
17 марта, конгрессмен — демократ Марк Покан из Висконсина предложил Маккейбу пост охраны в своём офисе в Конгрессе. С Маккейбом коротким двумя днями работы для Федерального агентства, чтобы получить его преимущества, Покан сказал, что "увольнение Эндрю Маккейба даёт понять, что президент Трамп делает все возможное, чтобы дискредитировать ФБР и подорвать расследование Специального адвоката и описал своё предложение о работе как «законное предложение работать над безопасностью выборов». Сообщается, что конгрессмен Массаучетской Демократической партии Сет Молтон также рассматривает возможность предложить Маккейбу должность в своём офисе.
21 марта 2018 года директор ФБР Рэй Кристофер заявил, что увольнение Маккейба не было политическим влиянием, а было сделано «по книге». Также 21 марта, сразу после увольнения Маккейба, была отмечена и сообщена параллельная ситуация: так же, как Джефф Сешнс уволил Маккейба за отсутствие «откровенности», Маккейб почти за год до своего увольнения санкционировал уголовное расследование «отсутствия откровенности у Сешнса при даче показаний перед Конгрессомом контактах с российскими оперативниками».
13 апреля доклад ОГИ был представлен Конгрессу и получен Ассошиэйтед Прессом, которое затем опубликовало его. Маккейб опубликовал ответ на доклад, оспаривая его выводы. В отчёте было установлено, что Маккейб лгал или вводил в заблуждение федеральных следователей по крайней мере четыре раза, причём три из этих случаев происходили, когда он был под присягой. В докладе также говорится, что его одобрение раскрытия информации в средствах массовой информации было в его власти, но было нарушением политики, потому что это было сделано «таким образом, чтобы продвигать свои личные интересы за счет руководства Департамента». Адвокат Маккейба Майкл Р. Бромвич ответил, что расследование и отчёт были политизированы давлением Трампа и объявили, что Маккейб намеревался подать в суд на администрацию Трампа и старших должностных лиц за «неправомерное прекращение, диффамацию, конституционные нарушения и многое другое». 19 апреля 2018 года было сообщено, что генеральный инспектор передал свои выводы из доклада в прокуратуру Соединённых Штатов в Вашингтоне, округ Колумбия, по возможным уголовным обвинениям, связанным с ложью следователей ФБР.

## Личная жизнь
Маккейб женат на Джилл Маккейб, педиатр, которая была демократическим кандидатом в сенат штата Вирджиния в 2015 году. У них двое детей, сын и дочь.
Маккейб — триатлет, который проехал на велосипеде 35 миль (56 км), чтобы работать от своего дома в Вирджинии.